# Lingue zoque
Le lingue zoque sono un gruppo di lingue che formano uno dei rami fondamentali della famiglia linguistica delle lingue mixe-zoque, indigene del Messico meridionale.

## Distribuzione geografica
Secondo i dati del censimento del 2010 effettuato dall'Instituto Nacional de Estadística y Geografía (INEGI), i locutori di zoque in Messico sono 65.372.

## Classificazione
Le lingue zoque vengono divise in tre gruppi geograficamente separati: zoque del Chiapas, zoque di Oaxaca, zoque di Veracruz (o del golfo). Il totale delle lingue zoque ancora parlate dovrebbe essere di 7 anche se alcune di esse hanno un numero di locutori così ridotto da far temere per la loro sopravvivenza. Lo zoque di Tabasco risultava avere solo 40 locutori nel 1971 (A. García de León) su un'etnia di sole 367 persone (censimento 1960, probabilmente scomparse nei censimenti successivi), ma nel censimento del 2010 sono stati rilevati solo 4 locutori. Sempre nel 2010 il popoluca della sierra contava 21 locutori, e il popoluca di Texistepec soltanto uno.
[tra parentesi quadre il codice di classificazione internazionale linguistico]
- Zoque del Chiapas 
  - lingua zoque di Copainalá  [zoc]
  - lingua zoque di Francisco León  [zos]
  - lingua zoque di Rayón  [zor]
- Zoque di Oaxaca 
  - Lingua zoque di Chimalapa  [zoh]
- Zoque di Veracruz 
  - lingua popoluca della sierra  [poi]
  - lingua popoluca di Texistepec  [poq]
  - lingua zoque di Tabasco  [zoq] (40 nel 1971)

## Radio
Vi è una stazione radio, XECOPA-AM (La voce del vento) che irradia programmi in Roque da Copainalá nel Chiapas, sotto l'egida del Comisión Nacional para el Desarrollo de los Pueblos Indígenas (CDI).